# (4958) Wellnitz
(4958) Wellnitz es un asteroide perteneciente al cinturón de asteroides descubierto por Henry E. Holt el 13 de julio de 1991 desde el observatorio del Monte Palomar, Estados Unidos.

## Designación y nombre
Wellnitz fue designado inicialmente como 1991 NT1.
Más tarde, en 1999, se nombró en honor del astrónomo estadounidense Dennis D. Wellnitz.

## Características orbitales
Wellnitz orbita a una distancia media del Sol de 3,013 ua, pudiendo acercarse hasta 2,775 ua y alejarse hasta 3,25 ua. Su inclinación orbital es 9,088 grados y la excentricidad 0,07887. Emplea 1910 días en completar una órbita alrededor del Sol.

## Características físicas
La magnitud absoluta de Wellnitz es 11,5. Tiene 27,61 km de diámetro y su albedo se estima en 0,0582.